# Национални парк Ферте-Ханшаг
Национални парк Ферте-Ханшаг (мађ. Fertő-Hanság National Park) је национални парк у северозападној Мађарској у жупанији Ђер-Мошон-Шопрон. Парк је основан 1991. године и званично је отворен заједно са повезујућим аустријским националним парком Нојзидлер Зевинкел исте године (оба парка су повезана са језером Нојзидл/језером Ферте). Парк се простире на 	335,87 km2 и састоји се од две главне области.
О међународној препознатљивости региона Ферте говори и чињеница да је 1979. године проглашен резерватом биосфере, а од 1989. године уврштен је међу мочварна подручја Рамсарске конвенције од међународног значаја.
Површина Националног парка Ферте–Ханшаг у Мађарској износи 23.731 хектар, док је Национални парк Нојзидлер – Зевинкел у Аустрији 10.500 хектара. Дирекција мађарског парка налази се у Шароду, у Кечагвару, док је у Аустријска у Илмицу.
Вредности очувања подручја су у озбиљној опасности јер је 2020. године у мађарском делу парка почео велики инвестициони пројекат за повећање туристичког промета. Упркос томе што је део Светске баштине са Аустријанцима, влада није консултовала ни Аустрију ни Унеско о изградњи.

## Површине националних паркова

### Ферте
Језеро Ферте је треће по величини језеро у централној Европи и најзападније од великих континенталних сланих језера Евроазије. Због плитког нивоа воде и преовлађујућег ветра, величина и облик језера се врло често мењају. Ово подручје даје дом разним врстама птица, као што су велика чапља, љубичаста чапља, чапља кашикара и сива гуска. Током сезоне миграције појављују се врсте из породице Scolopacidae. Ретке птице које овде пребитавају су црвенопрса гуска, орао белорепан и еја. Језеро насељавају рибе из рода Misgurnus, северна штука и гарда. На ливадама западно од језерске вегетације налазе се ретке биљке попут жуте папуче, мушне орхидеје (Ophrys insectifera), ириса и перуника пумила и разних врста лептира, док су источна подручја пуста прекривена Puccinellia peisonis, Панонски звездан, A. pannonicum и Suaeda maritima.

### Ханшаг
Ханшаг је настао површинским радом ветра након таложења песка и шљунка алувијума из река. Његово подручје канал Ханшаг дели на два дела.  Канал је био изграђен  изграђен почетком прошлог века.
Свет инсеката и гмизаваца у шумама Капувари-Хањ је богатији. На пример, овде живи вивипароус гуштер. Лебени-Хањ карактерише исушивање мочвара; Цветају ружама. У околини се гнезди заштићена дропља, а понекад се овде може видети и опасна европска змија. Становници његових шумарака су јастреб, мала ушара и шумска сова.
Преостала језера су дом богатог воденог света. У њима живе и мочварна волухарица и обична волухарица. У трсци се гнезди букавац. Око језера живи и ретка пацовска волухарица, у околини места Мошонбанфалви.
Током 2001. године, санација дела реке Ханшаг почела је поновним изливањем реке Њирка-Хањ.